# Planteamiento del modelo nórdico de la prostitución
La aproximación del modelo nórdico a la prostitución, (también conocida como: neo-abolicionista, la ley de comprador de sexo y el modelo sueco) es una aproximación a la legislación sobre la prostitución. Generalmente se le dice el "modelo nórdico" a secas, pero, en realidad, solo ha sido adoptado en 3 de los países nórdicos, y no tiene conexión con el modelo socioeconómico del mismo nombre.
El modelo nórdico está basado en cuatro pilares: criminalizar a los compradores, descriminalizar a las prostitutas, ofrecer ayuda y servicios a las prostitutas para dejar la industria de sexo, y concientizar y dar educación al público general. El objetivo principal del modelo es la disminución del volumen de la industria de comercio sexual ilegal en general, y de la demanda de la prostitución, a través del castigo a quien solicite servicios sexuales (pagados). En 2014, la Eurocámara (el Parlamento Europeo) pasó una resolución a favor del "modelo nórdico" que insta a los estados miembros a criminalizar la compra en la prostitución y ofrecer soporte a las víctimas de tráfico para que puedan salir del comercio sexual. Hasta la fecha, solo 3 de los 27 estados miembros han adoptado el modelo total o parcialmente; Suecia, Francia e Irlanda. Fuera de la Unión Europea, también lo adoptaron Islandia, Noruega, Canadá e Irlanda del Norte (Reino Unido), mientras que Sudáfrica, China, Lituania, Vietnam, Irán, Corea del Norte, Corea del Sur y la gran mayoría de los Estados Unidos (a nivel estatal) criminalizaron la compra de sexo sin dejar de considerar el ejercicio de la prostitución como un delito. El modelo fue desarrollado por abogados de derechos humanos escandinavos junto con la autora Elise Lindqvist (una conferenciante sueca prostituida en su adolescencia, y abusada sexualmente desde su infancia).
La amnistía Internacional se opone a este tipo de legislación y pide la anulación (derogación) de estas leyes. El Programa de Naciones Unidas en el Sida o VIH (En Inglés: Joint United Nations Programme on HIV/AIDS. De sigla: UNAIDS) y la Entidad de Naciones Unidas para Igualdad de Género y el Empowerment de Mujeres (Mujeres de las Naciones Unidas, en inglés: UN Women) también favorece la descriminalización del comercio sexual. Algunos académicos han argumentado que hay evidencia insuficiente que esta forma de legislación reduce demanda, y otros han argumentado que la prostitución no es reducida sino escondida o invisibilizada.

## Adopción del modelo

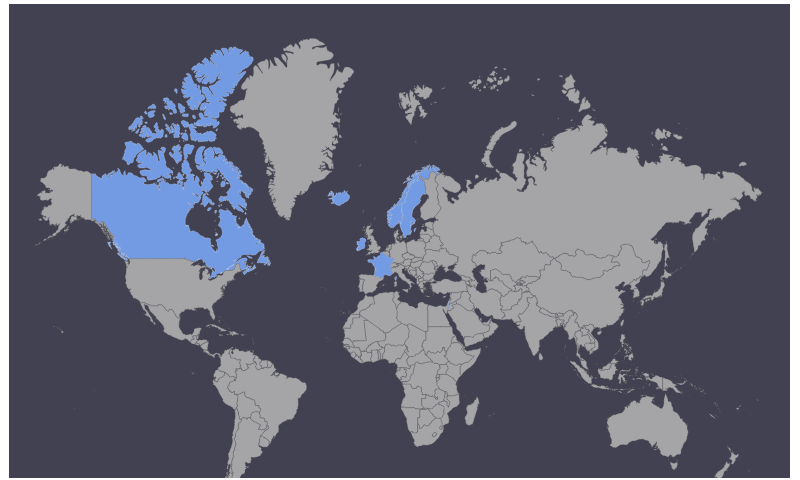
Países que adoptaron la aproximación del modelo nórdico de la prostitución (2019)

El modelo fue implementado por primera vez en Suecia en 1999 como parte del la ley Kvinnofrid (Acta de la Violencia Contra las Mujeres). En Noruega se implementó en 2009 como parte de Sexkjøpsloven (Ley sobre el consumidor del comercio sexual). Islandia adoptó el modelo también en 2009. Encuestas de opinión habían mostrado que 70% de la población apoyó la prohibición de la compra de servicios sexuales. Canadá promulgó el modelo nórdico en 2014 como parte del acta de la Protección de Comunidades y Explotación de Personas (Tráfico humano). Irlanda del Norte adoptó el modelo en 2015. Francia adoptó el modelo en 2016. En Irlanda, la compra de servicios sexuales se hizo ilegal en 2017 como parte de la acta de Ofensas Sexuales. En 2018, Israel fue el último país en adoptar la aproximación de modelo nórdico.

## Evaluación de la eficacia del modelo

### Suecia
En 2008, el gobierno sueco nombró un comité especial de investigación conocido como el Comité de Investigación para Evaluar la Prohibición contra la Compra de Servicios Sexuales al mando de la exjueza del Tribunal Supremo de Justicia Anna Skarhed. Su propósito era evaluar cómo la ley había afectado la industria del sexo desde su implementación en 1999 hasta 2008. El informe declaró que la prostitución callejera había sido reducida a la mitad, y que en 1999 tanto Copenhague, como Oslo y Estocolmo, tenían niveles similares (de prostitución callejera), pero que para 2008 era tres veces más alta en Oslo y Copenhague que en Estocolmo. Hay que añadir que la policía se centró en reducir principalmente la prostitución callejera porque aquella forma de prostitución es la más visible. Además, el comité declaró que la opinión pública de Suecia había cambiado más en comparación con la de Noruega y Dinamarca, y que el 70% de la población sueca estaba a favor de la prohibición de la compra de servicios sexuales. Sin embargo, el comité advirtió que como la prostitución y el tráfico humano son asuntos complejos y a menudo llevados a cabo en secreto, las examinaciones realizadas podrían ser de limitado alcance, por lo que, cualquier dato debe ser tratado con precaución.
El Comité de los Derechos e Igualdad de Género de las Mujeres de la Unión Europea (Committee on Women's Rights and Gender Equality of the European Union) declaró en 2013 que "la población Sueca prostituida es un décimo de la que tiene Dinamarca (su país vecino) donde el consumo del comercio sexual es legal, siendo que Dinamarca tiene una población más pequeña. La ley también ha cambiado la opinión pública. En 1996, el 45% de las mujeres y el 20% de los hombres estaban a favor de criminalizar a los consumidores del comercio sexual. Para el 2008, era el 79% de las mujeres y 60% de los hombres. Además, la policía sueca confirma que el modelo nórdico ha tenido un efecto desincentivante sobre el tráfico humano para la explotación sexual." También se ha informado que el 12.5 % de los hombres Suecos a nivel nacional solía solicitar servicios sexuales a prostitutas para antes de la implementación de la ley en 1999, mientras que en el 2014 solo el 7.7 % de los hombres adquirió servicios sexuales.
En 2013 un informe por el gobierno sueco declaró que la prostitución callejera se redujo a la mitad durante la década anterior, pero que los anuncios de escort habían aumentado de 304 a 6,965. Sin embargo, el informe también declaró que un aumento en dicho tipo de anuncios  no necesariamente implica que el número de escorts haya aumentado.

### Noruega
Un informe conducido por las autoridades noruegas cinco años después de la ley encontró que el modelo tuvo un efecto desincentivante para la prostitución, lo cual contribuyó a hacer de Noruega un país menos atractivo para el tráfico sexual.  Aun así, esto ha sido cuestionado por académicos argumentando que hay demasiadas incertidumbres en los datos, y la Unidad de Co-ordenación para Víctimas de Tráfico en Noruega (KOM) informó que el número de potenciales víctimas identificadas para el tráfico humano por explotación sexual aumentó cada año entre 2007 y 2012. A pesar de que los indicadores señalaban que estaban cayendo en 2013, el número de víctimas era todavía más alto que en 2007, y que en 2014 aumentó nuevamente. Pero, el informe del Gobierno también declaró que no había ninguna indicación encontrado por la fuerza policial que la violencia contra las trabajadoras sexuales había aumentado. La búsqueda indicó que el mercado de prostitución callejera cayeron a un 45% - 60 % en comparación a los niveles que había antes de la implementación de la ley, pero la fiabilidad de los indicadores que dirigen esta reclamación ha sido cuestionada por académicos. Se ha estimado que el mercado de prostitución total disminuyó su volumen en un 25%.
Las encuestas realizadas a las prostitutas indicaron que los clientes habían cambiado después de la ley introducida. Había menos hombres jóvenes, menos hombres de clase alta y más extranjeros. Tal como en Suecia se ha también encontrado que las actitudes hacia los hombres que consumen el sexo había cambiado, sobre todo entre los hombres más jóvenes, los cuales desarrollaron opiniones más negativa sobre ello. El informe también reconoció que las prostitutas podrían ser más temerosas de poner cargos contra clientes violentos debido al miedo de ser desalojadas del sitio que utilizan para vender sus servicios. Los desalojos se deben a la ley que prohíbe el lucro con el trabajo de las prostitutas. Los propietarios del lugar lucran a partir del dinero que las prostitutas consiguen, por ende, cuando la policía descubre que un sitio está utilizado para prostitución contacta a los dueños y les piden desalojarlas o expulsarlas del lugar.

### Islandia
En 2009, pagar por sexo era ilegal, pero criminalizar a los clientes mientras se vendía sexo estaba descriminalizado. La ley nueva colocó a Islandia en línea con Suecia y Noruega. Aun así, la prostitución en Islandia es próspera a pesar de que pagar sexo sea ilegal. Un informe publicado en 2017 por el Comisario Nacional de la Policía islandesa declara que la prostitución había "explotado" en los últimos 18 meses  siendo la vasta mayoría de las prostitutas en el país extranjeras. La policía cree que la prostitución en Islandia está parcialmente ligada al delito organizado y tráfico humano. El país se ha convertido en un destino de turismo sexual. Se cree que  hay varios factores que impiden la plena implementación de la ley. Uno es que las víctimas sospechadas de haber sido traficadas en el tráfico humano se negaban a cooperar con la policía y a atestiguar contra sus propios traficantes. Otro factor es que el turismo ha aumentado significativamente en Islandia en general durante años recientes, aumentando la demanda por prostitutas. Como Islandia es parte de la Zona Schengen, es fácil para los traficantes llevar víctimas de países más pobres de la Unión Europea a Islandia y tenerlas allí dentro sin tener que registrarse a ellos oficialmente, debido a la regla de los tres meses. Además, El informe declaró que no hubo un sustancial cambio en la actitud dentro del sistema de justicia de Islandia. Las pruebas o juicios son a menudo aguantadas y sostenidas en privado sin tener ningún efecto negativo en la reputación del hombre castigado por comprar sexo. Las multas que se dan también son comparativamente más bajas.
Muchas mujeres de Europa Oriental, los países Balticos, y América Del Sur están sometidas a tráfico humano sexual en Islandia, a menudo en cabarets y barras. El Departamento de Estados Unidos y el Office to Monitor and Combat Trafficking in Persons (J/TIP) bajaron el ranking de Islandia en 2017 de un país Tier 1 a un Tier 2 (en un reporte anual de tráfico de personas que rankea a los gobiernos de distintos países del mundo según los esfuerzos percibidos de dichos gobiernos para combatir y reconocer o aceptar la existencia del tráfico humano).

### Comparación con la legalización de la prostitución
En 2012, investigadores en Alemania, Suiza y el Reino Unido examinaron el efecto que la legalización de la prostitución tuvo en el tráfico humano. La conclusión global era que los influjos del tráfico humano habían aumentado y que el tráfico humano no se redujo porque la sustitución de la prostitución ilegal por la prostitución legal no pudo compensar que el número de las personas que son traficadas siguiera creciendo. El aumento de la prostitución ilegal que va siguiendo a la prostitución legalizada, podría ser probablemente causada por dos factores: los suministros ilegales pueden enmascararse como legales, y la legalización reduce el estigma asociado al consumo del servicio prohibido. Un ejemplo del aumento de la prostitución después de haberse legalizado es Dinamarca, donde el volumen aumentó por un 40% más entre 2002 y 2009 después de que fuera legalizada en 1999. Algunos estudios Europeos han sugerido que el tráfico humano es más bajo en países donde la prostitución y su aprovisionamiento (o facilitación) son ilegales, y más altos en los países en que la prostitución está legalizada.

## Cabildeo (Lobbying) e implementación política mundial
Internacionalmente, el modelo nórdico es apoyado, pero también rechazado, por distintas corrientes del espectro político incluyendo: feministas (liberales), izquierdistas, liberales y derechistas. Esto variará, según la cultura general y las actitudes hacia el sexo y a la prostitución, de cada respectivo país.

### Noruega
El modelo vino a efecto en Noruega en 2009 como parte de la Sexkjøpsloven (Ley del Comprador de Sexo). Fue introducida en 2008 bajo el gobierno laboral de Jens Stoltenberg. El gobierno se encontraba bajo una coalición del Partido de Centro (Senterpartiet), el Partido Laboral (Arbeiderpartiet) y el Partido Izquierdo Socialista (Sosialistisk Venstreparti). La ley primero había sido debatida en 1997. Para entonces, en el 2000, Noruega solo criminalizaba la compra de sexo de personas menores de 18 años (Ley 76, 11 agosto; artículo del Código Penal. §203). Inicialmente había oposición a la implementación del modelo, por lo que, Noruega decidió realizar una evaluación a la legislación de la prostitución en los Países Bajos y en Suecia para llegar a una conclusión sobre qué modelo tendría que ser adoptado. Se observó que en ambos países habían aproximaciones legislativas a la prostitución tenían fallas. Sin embargo, como se veía un creciente aumento de tráfico humano en el 2000, Noruega optó por probar la implementación del modelo nórdico que desincentivara el tráfico humano para la industria sexual.
En sus manifiestos para la elección parlamentaria Noruega del 2013, el Partido Conservador (Høyre), el Partido Verde (Miljøpartiet de Grønne), el Partido Liberal (Venstre) y el Partido de Progreso (Fremskrittspartiet) incluyeron la anulación de la Acta de Compra de sexo, argumentando que había carencia de soporte político a la ley. Sin embargo ninguno de dichos partidos consiguió obtener la mayoría de votos, de modo que la ley no fue rechazada. En 2017 la elección parlamentaria, tampoco consiguieron una mayoría total de votos. Por ahora, todos esos partidos representan 80 de los 169 asientos parlamentarios que hay. Los partidos que tienen la mayoría son concretamente el Partido de Centro, el Partido Democrático cristiano (Kristeleg Folkeparti), el Partido Laboral y el Partido Izquierdo Socialista, quienes están a favor de mantener la ley hasta el momento.

### Canadá
La Coalición de las Mujeres para la Abolición de Prostitución (Women's Coalition for the Abolition of Prostitution), una coalición pan-canadiense de mujeres que buscan la equidad  o la igualdad de género los grupos ha estado haciendo campañas para acabar con la prostitución en Canadá, siendo un instrumento de cabildeo para la implementación de dicha legislación en Canadá.